# Roztoki (województwo podkarpackie)
Roztoki (daw. Rostoki) – wieś w Polsce położona w województwie podkarpackim, w powiecie jasielskim, w gminie Tarnowiec.

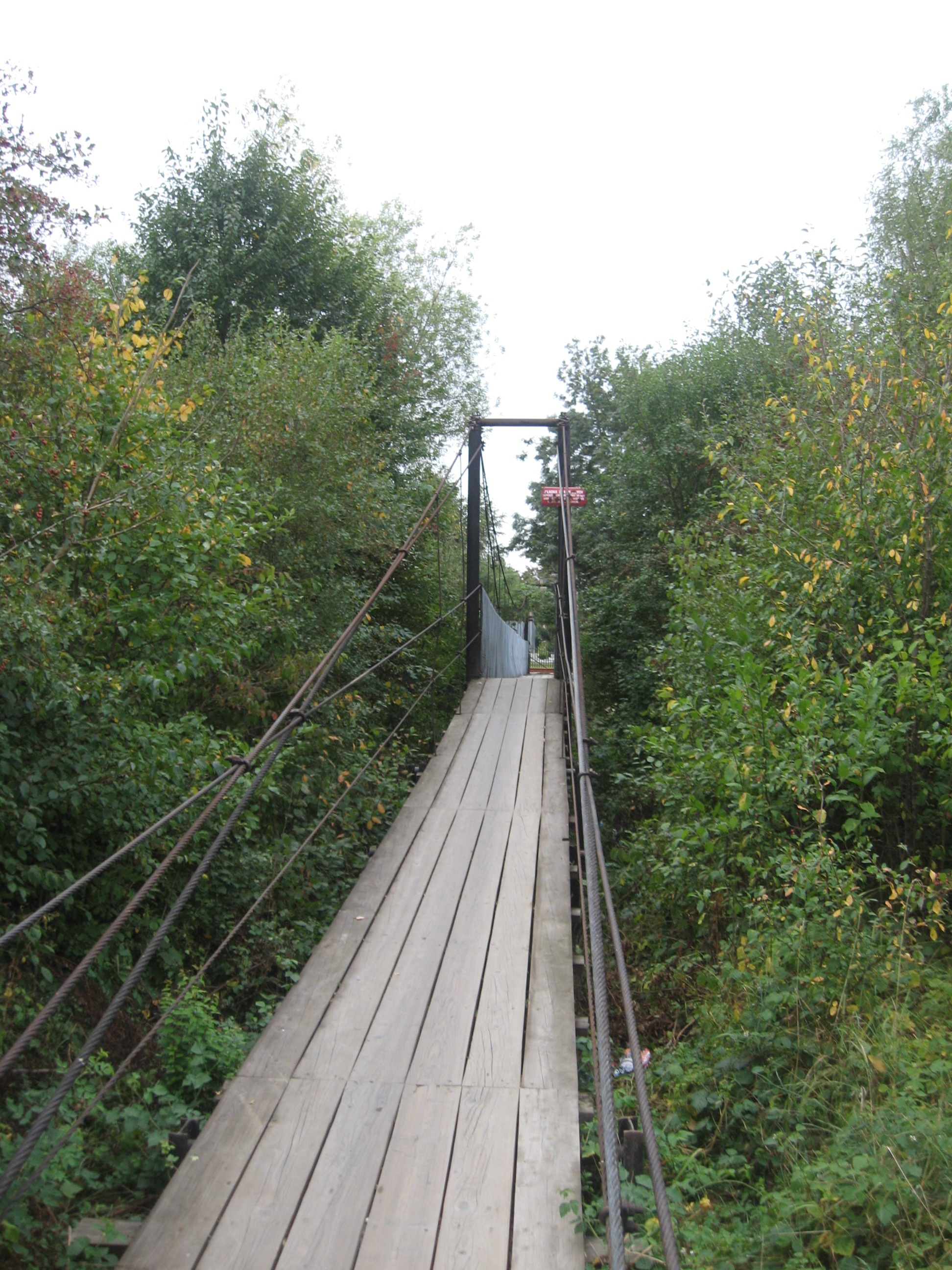
Kładka nad Jasiołką

Wieś leży na lewym brzegu Jasiołki około 7 km na wschód od Jasła. Droga przechodząca przez wieś prowadzi (w kierunku zachodnim) do przystanku kolejowego w sąsiedniej wsi Gliniczek (ok 1,5 km) i dalej do Jasła. W przeciwnym kierunku - do wsi Sądkowa i dalej do siedziby gminy - Tarnowiec (ok. 3 km) oraz poprzez most na Jasiołce w Dobrucowej do skrzyżowania z drogą krajową nr 28 w miejscowości Szebnie (ok. 5 km).
Wieś należy do rzymskokatolickiej Parafii Narodzenia Najświętszej Maryi Panny w Tarnowcu w dekanacie Jasło Wschód, diecezji rzeszowskiej.

## Historia
Wieś prawdopodobnie powstała na początku XV w. Jan Długosz pisał, że należała ona do parafii w Jaśle. W 1905 została założona Szkoła Ludowa, a w 1907 powstało Kółko Rolnicze. Wieś liczyła wówczas 227 mieszkańców. W okresie międzywojennym funkcjonowały także Koło Młodzieżowe, Straż Pożarna (od 1910), Dom Ludowy oraz Koło Gospodyń Wiejskich (od 1936). W latach 1900–1935 pracował młyn wodny wykorzystujący wody Jasiołki. W latach 30. XIX w. wielu mieszkańców wsi znalazło zatrudnienie w rozwijającym się tutaj przemyśle naftowym. W czasie II wojny światowej, na jesieni 1944, wieś znalazła się w strefie frontowej, została wysiedlona i mocno ucierpiała. Po wojnie rozpoczęto budowę Gazoliniarni w Roztokach i ukończono z początkiem 1946 r. W latach 50. wybudowano dom kółka rolniczego, drogę do Ośrodka Zdrowia i do szkoły, odremontowano Dom Ludowy, powiększono szkołę o dwie nowe sale lekcyjne, zainstalowano światło uliczne oraz wybudowano kładkę na rzece Jasiołce. W latach 1983–1986 do budynku szkoły dobudowano skrzydło, w którym mieści się 5 sal lekcyjnych, biblioteka i sala gimnastyczna. W roku 2003 szkoła otrzymała imię kardynała Stefana Wyszyńskiego. Od 2011 szkoła funkcjonuje jako placówka niepubliczna.
W latach 1975–1998 miejscowość położona była w województwie krośnieńskim.